# Ladački jezici
Ladački jezici (ladakhi), podskupina zapadnotibetanskih jezika iz Indije i Kine. Obuhvaća 3 jezika to su: 
- Changthang ili Byangskat [cna], 10 100 (2000),
- Ladakhi (Ladački) [lbj], 162 000; od čega 12 000 u Kini, ostali Indija.
- Takpa ili tawang monpa [twm]. 9 900 u Indiji i Kini

Naziv takpa [tkk] je povučen 18. 5. 2011. i uklopljen u Tawang Monpa [twm] kao duplikat.

## Vanjske poveznice
- Ethnologue (14th)
- Ethnologue (15th)